# Paragammaropsis prenes
Paragammaropsis prenes is een vlokreeftensoort uit de familie van de Paragammaropsidae. De wetenschappelijke naam van de soort is voor het eerst geldig gepubliceerd in 1991 door Ren.